# Mahone Bay (ort)
Mahone Bay är en ort i Kanada.   Den ligger i provinsen Nova Scotia, i den sydöstra delen av landet, 900 km öster om huvudstaden Ottawa. Mahone Bay ligger 4 meter över havet och antalet invånare är 943.
Terrängen runt Mahone Bay är platt. En vik av havet är nära Mahone Bay österut. Närmaste större samhälle är Bridgewater, 13,4 km sydväst om Mahone Bay. 
I omgivningarna runt Mahone Bay växer i huvudsak blandskog. Runt Mahone Bay är det glesbefolkat, med 14 invånare per kvadratkilometer.